# 特雷熱城 (內華達州)
特雷熱城（英語：Treasure City）是位於美國內華達州白松縣的鬼鎮。

## 歷史
特雷熱城的郵局於1869年設立，其後於1880年停運。

## 地理
特雷熱城所處的海拔為高於海平面2806米（即9206英呎），而該地所採用的時區為UTC-8，即太平洋时区（PST）。同時該地設有夏令時間，為UTC-8調快一小時，即UTC-7（PDT）。